# حيدري (خورموج)
حيدري (بالفارسية: حیدری) هي مستوطنة و قرية تقع في إيران في قسم خورموج الريفي.